# Jan Pixa
Jan Pixa (* 19. September 1920; † 19. November 2004) war ein tschechischer Fernsehen-Moderator, Dramaturg und Dramatiker. 
Pixa war in der Tschechoslowakei vor allem als Fernsehmoderator bekannt. So war er der Gastgeber eines der bekanntesten Wettbewerbe des frühen Tschechoslowakischen Fernsehens (Hádej, hádej, hadači). Zudem war Pixa seit den 60er Jahren Dramaturg beim tschechischen Fernsehen. Er arbeitete weiterhin für das Theater.
Er starb nach längerer Herzkrankheit.